# Andrés Flores
Andrés Alejandro Flores Mejía (San Salvador, 31 agosto 1990) è un ex calciatore salvadoregno, di ruolo centrocampista.

## Palmarès

### Club

#### Competizioni nazionali
- Campionato salvadoregno: 4

Metapan: Clausura 2009, Clausura 2010, Apertura 2010, Apertura 2011
- Campionato NASL II: 1

New York Cosmos: 2016